# Midnight Commander
Midnight Commander è un file manager per sistemi Unix e Unix-like (esiste anche una versione per Windows) ed è un clone di Norton Commander.

## Caratteristiche

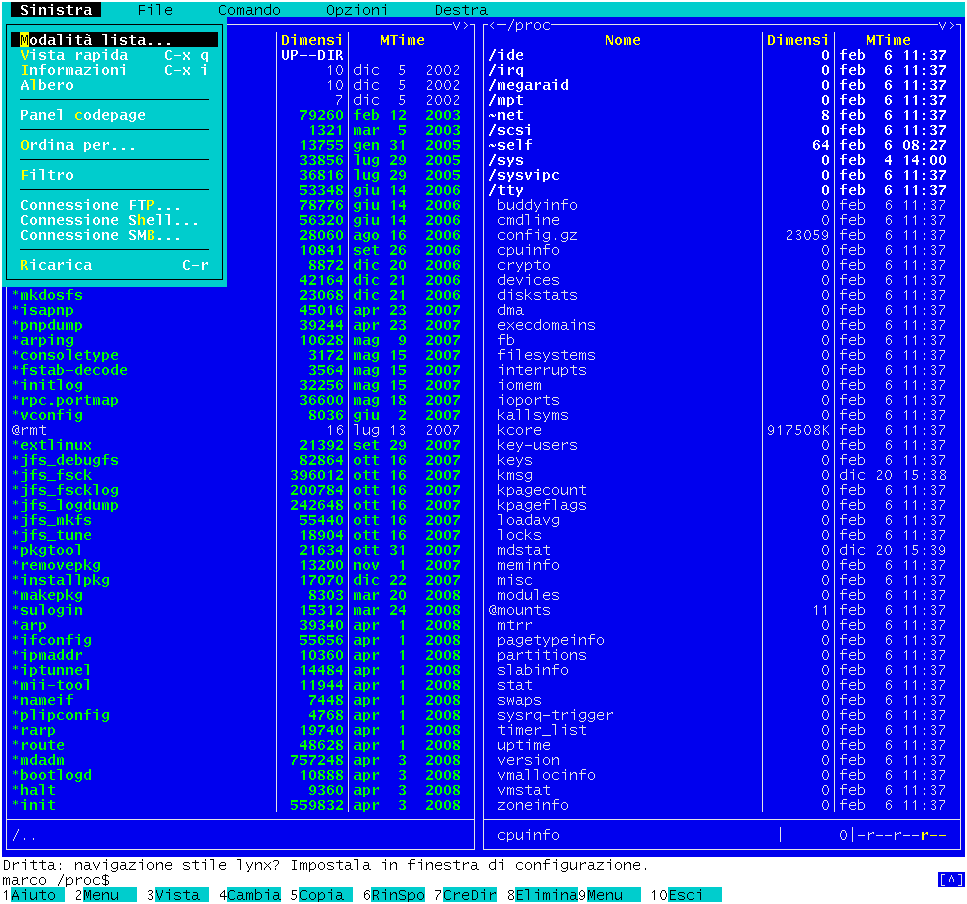
Midnight Commander con interfaccia in italiano

Midnight Commander è una applicazione GNU con interfaccia testuale. La schermata principale consiste in due pannelli in cui si mostra il file system. Si usa come qualsiasi altra applicazione che funziona a riga di comando di Unix.
I tasti freccia permettono di muoversi attraverso l'elenco dei file, il tasto Invio viene utilizzato per selezionare i file e i tasti funzione compiono azioni come cancellare, rinominare, editare, copiare file ecc.
Le versioni più recenti di Midnight Commander includono il supporto per il mouse in modo da facilitare l'uso agli utenti.
Con Midnight Commander si può esplorare il contenuto dei pacchetti Deb e RPM e lavorare con formati di archivi comuni come se si trattasse di semplici directory, inoltre funziona anche come un client FTP o FISH (FIlesystem di SHell).
Tra le altre caratteristiche, Midnight Commander può rinominare gruppi di file, differentemente da altri file 
manager che permettono di rinominare solo un file per volta. Ciò risulta importante nella manipolazione di 
grandi quantità di file, per esempio nelle situazioni in cui si deve modificare il sistema di nomenclatura degli stessi.
Midnight Commander può anche spostare i file in altre directory nello stesso momento in cui le rinomina.
Permette all'utente di specificare i nomi dei file originali e finali impiegando metacaratteri.
Questo fa sì che si possano rinominare i file impiegando la potenza delle espressioni regolari disponibili in Unix o Linux, il tutto unito a una interfaccia utente interessante come quella di Midnight Commander. 
Tutte queste caratteristiche sono disponibili attraverso il menu File --> Rinomina/sposta. Premendo F1 si accede a una breve spiegazione delle opzioni, inclusi esempi su come usare i metacaratteri.
Le versioni ufficiali di Midnight Commander non supportano la codifica UTF-8. Esistono comunque delle patch non ufficiali fornite sia da Red Hat che da SUSE.

## Mcedit
Midnight Commander include un editor chiamato mcedit che può essere usato indipendentemente da Midnight Commander. Questa applicazione permette di visualizzare il contenuto dei file e include l'evidenziazione della sintassi del contenuto dei file per alcuni linguaggi di programmazione, oltre alla possibilità di lavorare sia in ASCII che in esadecimale. 
Comunque sia, gli utenti possono sostituire mcedit con il proprio editor preferito.

## Tipo di licenza
Midnight Commander è incluso nella maggior parte delle distribuzioni Linux e viene distribuito sotto GNU General Public License. È molto popolare in Linux dato che è basato sulle librerie Ncurses e S-Lang, e in tal modo può essere eseguito in una console regolare, in un terminale X Window, attraverso connessioni SSH e qualsiasi tipo di terminale remoto.